# Beaurepaire (Isère)
Beaurepaire ist eine französische Gemeinde mit 5007 Einwohnern (Stand: 1. Januar 2022) im Département Isère in der Region Auvergne-Rhône-Alpes. Sie gehört zum Arrondissement Vienne und zum Kanton Roussillon.

## Geographie
Beaurepaire liegt etwa 40 Kilometer südsüdöstlich von Lyon. Umgeben wird Beaurepaire von den Nachbargemeinden Revel-Tourdan im Norden, Pisieu im Nordosten, Saint-Barthélemy im Osten, Marcollin im Südosten, Lens-Lestang (Département Drôme) im Süden, Manthes im Südwesten, Lapeyrouse-Mornay im Westen und Pact im Nordwesten.

## Geschichte
In Beaurepaire wurden die ersten elektrischen Straßenlampen Frankreichs installiert.

### Bevölkerungsentwicklung
| Jahr      | 1962 | 1968 | 1975 | 1982 | 1990 | 1999 | 2006 | 2018 |
| --------- | ---- | ---- | ---- | ---- | ---- | ---- | ---- | ---- |
| Einwohner | 3132 | 3583 | 3666 | 3793 | 3735 | 3839 | 4297 | 4953 |

Quellen: Cassini und INSEE

## Sehenswürdigkeiten
- Schloss Barin
- Kirche Saint-Michel aus dem 15. Jahrhundert
- Anwesen Mandrin

## Persönlichkeiten
- Joseph Vacher (1869–1898), Psychopath
- Antoine Français de Nantes (1756–1836), Beamter und Revolutionär

## Gemeindepartnerschaft
Mit der deutschen Gemeinde Auenwald in Baden-Württemberg besteht eine Gemeindepartnerschaft.